# Franz Schreker
Franz Schreker, född 23 mars 1878 i Monaco, död 21 mars 1934 i Berlin, var en österrikisk tonsättare och kompositionslärare. 
Schreker var en av det tidiga 1900-talets mest betydelsefulla kompositörer, och hans operor de mest spelade av samtida verk fram till mitten av 1920-talet, då hans stil, som tidigare betraktats som vågat modern började uppfattas som för klassisk och romantisk. Nedgången späddes sedan på av att han, med sitt judiska påbrå, tillhörde den del av kulturlivet som nazisterna ville rensa ut. Hans betydelse för musikutvecklingen byggde inte bara på hans egna verk, utan även på hans verksamhet som dirigent och som professor i komposition, först i Wien och efter första världskriget i Berlin, där han 1920 blev Direktor för musikhögskolan. Bland hans elever tillhör Ernst Krenek de mest namnkunniga. Med Wiens filharmoniska kör, som han grundade 1908, gav han publiken möjlighet att möta nydanande musik, som Arnold Schönbergs Gurrelieder och Frederick Delius' A Mass of Life. Schrekers tekniska intresse ledde honom till att medverka i radioinspelningar och som musikalisk ledare i de musikfilmer som började produceras i Tyskland i början av 1930-talet.
I sin första opera, Flammen, hade han en kvinnlig librettist, men till alla sina framgångsrika verk skrev han själv texterna. Operornas handling kretsar ofta kring utanförskap, kring längtan efter att bryta mot uppställda regler (som t.ex. i Flammen, där den vandrande sångaren uppmanar slottsfrun att bryta med den patriarkala ordningen och följa den väg känslorna dikterar), kring sökandet efter ouppnåeliga mål och om lyckans skiftningar. Musikvetare har tenderat att koppla detta till hans växlande barndomsupplevelser och hans sociala ställning som son till en konverterad jude och en österrikisk adelskvinna med högadliga anor.
Fadern var en tekniskt intresserad tecknare, som på 1860-talet slog sig på porträttfotografering. I början hade han stor framgång och blev hov- och societetsfotograf. Med tiden började hans stjärna att dala och han flyttade runt i Sydeuropa på jakt efter uppdrag. När han dog lämnade han skulder efter sig. Hans hustru flyttade då tillbaka till Wien för att försöka försörja sig och för att kunna få ekonomiskt stöd av släkt och vänner, men trots det blev Franz uppväxt präglad av fattigdom och umbäranden. 
Nazismens maktövertagande gjorde Schrekers ställning ohållbar. Han tvingades avgå som Direktor för musikhögskolan, hans verk fick inte spelas och han entledigades slutligen även från sin kompositionsprofessur på preussiska akademien 17/5 1933 av nazisterna p.g.a. sitt judiska påbrå. Han gick in i en depression och i december samma år drabbades han av ett slaganfall, från vilket han aldrig hämtade sig. Franz Schreker avled 21 mars 1934.

## Verk (urval)
- Operor
  - Flammen  (1901-1902)
  - Klangen i fjärran (1912; Der ferne Klang)
  - Das Spielwerk und die Prinzessin (1908 & 1909-1912)
  - Die Gezeichneten (De stigmatiserade) (1911 & 1913-1915)
  - Der Schatzgräber (Skattgrävaren) (1915-1918)
  - Irrelohe (1919-1922)
  - Der singende Teufel (1924 & 1927-1928)
  - Christophorus, oder Die Vision einer Oper (1925-1927 & 1929-1929)
  - Der Schmied von Gent (1929-1932)

- Sånger
- Orkesterverk
  - Symfoni a-moll op 1 (1899)
  - Symfoni för kammarorkester (Kammarsymfoni) (1916)

- Elever
  - 1912–1914: Paul Amadeus Pisk (1893–1990)
  - 1912–1915: Walther Gmeindl (1890–1958)
  - 1912–1916: Wilhelm Grosz (1894–1939)
  - 1912–? Dragan Plamenac (1895–1983)
  - 1913–1914: Ilmari Hannikainen (1892–1955)
  - 1914–1920?: Karol Rathaus (1895–1954)
  - 1914–1920: Ernest (Ernst) Kanitz (1894–1978)
  - 1916–1920: Ernst Krenek (1900–1991)
  - 1917–1919: Jascha Horenstein (1898–1973)
  - 1918–1923: Alois Hába (1893–1973)
  - cirka 1919 Felix Petyrek (1892–1951)
  - cirka 1920 Rudolf Wagner-Régeny (1903–1969)
  - 1923–1927: Ignace Strasfogel (1909–1994)
  - 1922–1926: Jerzy Fitelberg (1903–1951)
  - 1922–?: Alfred von Beckerath (1901–1978)
  - 1925–1927: Charlotte Schlesinger (1909–1976)
  - 1926–1930: Walter Kaufmann (Komponist) (1907–1984)
  - 1926–1931: Grete von Zieritz (1899–2001)
  - 1926–1932: Kurt Fiebig (1908–1988)
  - 1928–1932: Vladas Jakubėnas (1903 –1976)
  - Hugo Herrman (1896–1967)
  - Marij Kogoj (1895–1956)
  - Mark Lothar (1902 -1985)
  - Felix Petyrek (1892–1951)
  - Artur Rodzinski (1894–1958)
  - Władysław Szpilman (1911–2000)
  - Arnold Maria Walter (1902–1973)
  - Herbert Windt (1894–1965)
  - Eric Werner (1901–1988)
  - Max Brand (1896–1980)